# Стефан Хаджимаринчев
Стефан Хаджимаринчев е български общественик и просветен деец от началото на ХХ век.

## Биография
След намесата на Царство България и Кралство Румъния в Първата световна война и освобождението на Добруджа през 1916 г. Стефан Хаджимаринчев е сред отвлечените от румънските войски тутракански българи. По време на изгнанието си за една година е писар в затворническия лагер в градчето Съвени, Дорохойски окръг, Молдова. При завръщането си в Тутракан Хаджимаринчев свидетелства за румънски съдебни процедури срещу 26 добруджански изгнаници, преминали лагерните граници и задържани в затвора в Яш.
На 7 април 1917 година в Тутракан Хаджимаринчев е съосновател на местната Добруджанска организация заедно с 44 местни общественици, като за пръв председател е избран Петър Мавродинов.